# Maillas
Maillas ist eine französische Gemeinde mit 128 Einwohnern (Stand 1. Januar 2022) im Département Landes in der Region Nouvelle-Aquitaine (vor 2016: Aquitanien). Sie gehört zum Arrondissement Mont-de-Marsan und zum Kanton Haute Lande Armagnac.
Der Name lautet in der gascognischen Sprache Malhàs. Er leitet sich von einem reichen Landeigentümer in der gallorömischen Zeit namens Mallius ab.
Die Einwohner werden Maillassais und Maillassaises genannt.

## Geographie
Maillas liegt ca. 50 Kilometer nordöstlich von Mont-de-Marsan in den Landes de Gascogne, dem größten Waldgebiet Westeuropas und in der historischen Provinz Gascogne an der Grenze zu den Départements Gironde und Lot-et-Garonne.
Umgeben wird Maillas von den Nachbargemeinden:
|                    | Giscos (Gironde)                            |                         |
| Captieux (Gironde) | Kompassrose, die auf Nachbargemeinden zeigt | Allons (Lot-et-Garonne) |
| Bourriot-Bergonce  | Losse                                       |                         |

Maillas liegt im Einzugsgebiet des Flusses Garonne.
Der Thus, ein kleiner Nebenfluss des Ciron, entspringt auf dem Gebiet der Gemeinde, ebenso wie seine Zuflüsse,
- der Ruisseau de Verrouils,
- der Luxey und
- der Ruisseau de Maynias.[4]

## Geschichte
Die Überreste eines römischen Militärlagers, das von Gräben umzogen war, und der Fund von Münzen aus dem zweiten und dritten Jahrhundert belegen eine frühe Besiedelung des Landstrichs.

### Einwohnerentwicklung
Nach Beginn der Aufzeichnungen stieg die Einwohnerzahl bis zur Mitte des 19. Jahrhunderts auf einen Höchststand von 540. In der Folge sank die Größe der Gemeinde bei zwischenzeitlichen Erholungsphasen bis zur Jahrtausendwende auf rund 100, bevor eine moderate Wachstumsphase einsetzte.
| Jahr      | 1962 | 1968 | 1975 | 1982 | 1990 | 1999 | 2006 | 2010 | 2022 |
| --------- | ---- | ---- | ---- | ---- | ---- | ---- | ---- | ---- | ---- |
| Einwohner | 234  | 175  | 162  | 127  | 122  | 102  | 115  | 113  | 128  |

## Sehenswürdigkeiten

### PfarrkircheNotre-Dame
Die Kirche wurde wahrscheinlich im 13. Jahrhundert im romanischen Stil errichtet. Die viereckige Apsis kann auf das 13. oder 14. Jahrhundert aufgrund des rundbogenförmigen Drillingsfensters in der Ostwand datiert werden, das später im 18. Jahrhundert für ein Altarretabel zugemauert wurde. Dies gilt in gleichem Maße für das Sakramentshaus, das in der gleichen Form in der Nordwand eingelassen ist. Zwei Seitenkapellen sind nördlich und südlich um 1500 am Ende der Gotik angefügt worden. Wenig später, im Laufe des 16. Jahrhunderts, wurde eine dritte Kapelle nordwestlich des Langhauses errichtet, wie die früheren Strebepfeiler zeigen, die im neuen Bauwerk verbaut wurden. Eine große, verbindende Arkade wurde hierbei aus der Ostwand der nordwestlichen Kapelle gebrochen. Die Kirche ist die einzige in der Region, die 1569 von den Plünderungen von protestantische Truppen unter der Führung des Hauptmanns Thoiras im Rahmen der Hugenottenkriege verschont geblieben ist. Die späteren Umbauten nahmen deshalb einen kleineren Umfang ein. Eine Sakristei wurde in diesem Rahmen an der Nordseite und eine offene Vorhalle als Verlängerung der Seitenkapelle an der nordwestlichen Seite errichtet. Im 18. Jahrhundert wurden teilweise neue Fenster mit abgerundeten Stürzen eingesetzt. Apsis, Langhaus und der Glockengiebel sind im mittleren Mauerwerksverband errichtet, die Seitenkapellen und die Sakristei aus teilweise verputztem Bruchstein aus Kalkstein. Die Apsis, die höher als das Langhaus gebaut ist, besitzt ein Kreuzrippengewölbe und wird im Osten von zwei dicken Strebepfeilern gestützt. Das Langhaus mit einem Haupt- und eine Seitenschiff ist mit einer modernen Decke ausgestattet. Die Seitenkapellen haben Kreuzrippengewölbe, die auf Kämpfern getragen werden.
Einige wichtige Ausstattungsgegenstände aus der Zeit des Ancien Régime sind noch in der Kirche vorhanden, wie beispielsweise der monumentale Altaraufsatz eines unbekannten Künstlers aus der ersten Hälfte des 18. Jahrhunderts. Es besteht aus drei Teilen, die durch vier kannelierte Säulen korinthischer Ordnung begrenzt werden. Das zentrale Ölgemälde mit einer Höhe von 2,71 m und einer Breite von 1,96 m zeigt die Darstellung der Aufnahme Marias in den Himmel. Sie wird von vier Engeln getragen und am unteren Bildrand stehen die Aposteln an ihrem leeren Grab. Die seitlichen Abschnitte des Retabels sind mit rundbogenförmigen Nischen ausgestattet, in denen die Statuen des heiligen Babylas und eines anderen Heiligen stehen. Die aus bemaltem Holz entstandenen Figuren zeigen beide einen Bischof mit Chorhemd, Soutane, Mitra und mit einer vergoldeten Pluviale bekleidet. Der Altar selbst ist zu einem späteren Zeitpunkt um 1800 entstanden, inspiriert von den Werken der Brüder Bernard Virgile und Jacques Antoine Mazzetti. Die Nebenaltäre, die dem heiligen Babylas und dem Herz Jesu gewidmet sind, stammen vermutlich aus dem frühen 19. Jahrhundert. Die beschriebenen und viele weitere Ausstattungsgegenstände der Kirche sind als nationale Kulturgüter registriert.

## Wirtschaft und Infrastruktur
Die Landwirtschaft ist der wichtigste Wirtschaftsfaktor der Gemeinde.

### Verkehr
Maillas ist erreichbar über die Routes départementales 10E16 und 379 und die Route nationale 524.